# Pteridophyllum racemosum
Pteridophyllum racemosum es una especie de planta endémica de Japón. Es la única especie del género monotípico Pteridophyllum que a su vez es el único miembro de Pteridophylloideae, una subfamilia de Papaveraceae.

## Descripción
Son plantas herbáceas perennes, sin tallos, hojas dentadas, en una roseta basal, de las regiones templadas, originarios de Japón. Las hojas parecen frondas de helechos con pequeñas flores de color blanco o amarillo que se recogen en inflorescencias paniculadas. 

## Taxonomía
Pteridophyllum racemosum fue descrita por Siebold et Zucc. y publicado en Abh. Math.-Phys. Cl. Königl. Bayer. Akad. Wiss. 3(2): 720 1843.